# Jardin botanique de Singapour
Le Jardin botanique de Singapour (en anglais : Singapore Botanic Gardens, chinois : 新加坡植物园 ; malais : Taman Botanik Singapura ou Kebun Botani Singapura) est un jardin botanique d'une superficie de 74 hectares de la ville de Singapour. En 2015, ce jardin botanique est inscrit au patrimoine mondial de l'UNESCO et il reçoit quatre millions de visiteurs.
Sa superficie est en 2021 de 82 hectares, ce qui représente plus de la moitié des Jardins botaniques royaux de Kew ou un quart de la superficie de Central Park à New York. C'est le seul jardin botanique au monde à ouvrir tous les jours de l'année entre 5 heures et minuit et il est entièrement gratuit, sauf pour le Jardin national des orchidées.

## Histoire
Le jardin botanique de Singapour a été inauguré en 1859.
Une espèce endémique d'opilion y a été découverte, Stylocellus ramblae.

## Attractions
Le jardin se divise en 6 parties :
- Jardin national des orchidées qui présente la plus grande collection d'orchidées de la planète : 1000 espèces et 2000 hybrides
- Jungle
- Jardin de l'évolution
- Jardin des gingembres avec 250 espèces de gingembre tantôt épices, tantôt médicaments et tantôt légumes
- Porte de Tanglin et centre botanique
- et pour les enfants, le jardin Jacob Ballas avec son labyrinthe géant, sa cabane dans les arbres et son pont suspendu.

## Photos

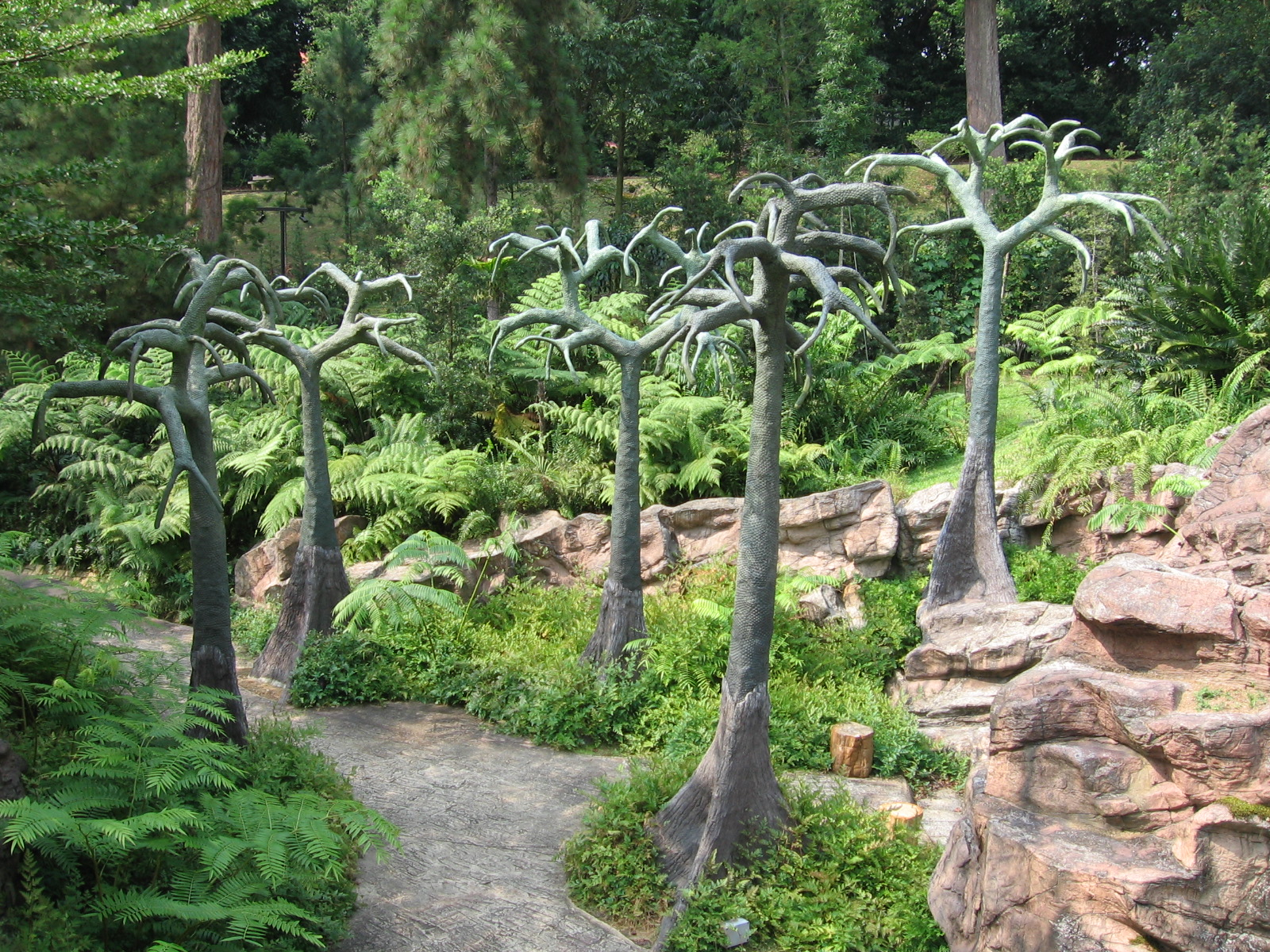
Réplique de l'ancien Lepidodendrons ou du Lycopodiopsida géant au Jardin de l'Évolution.
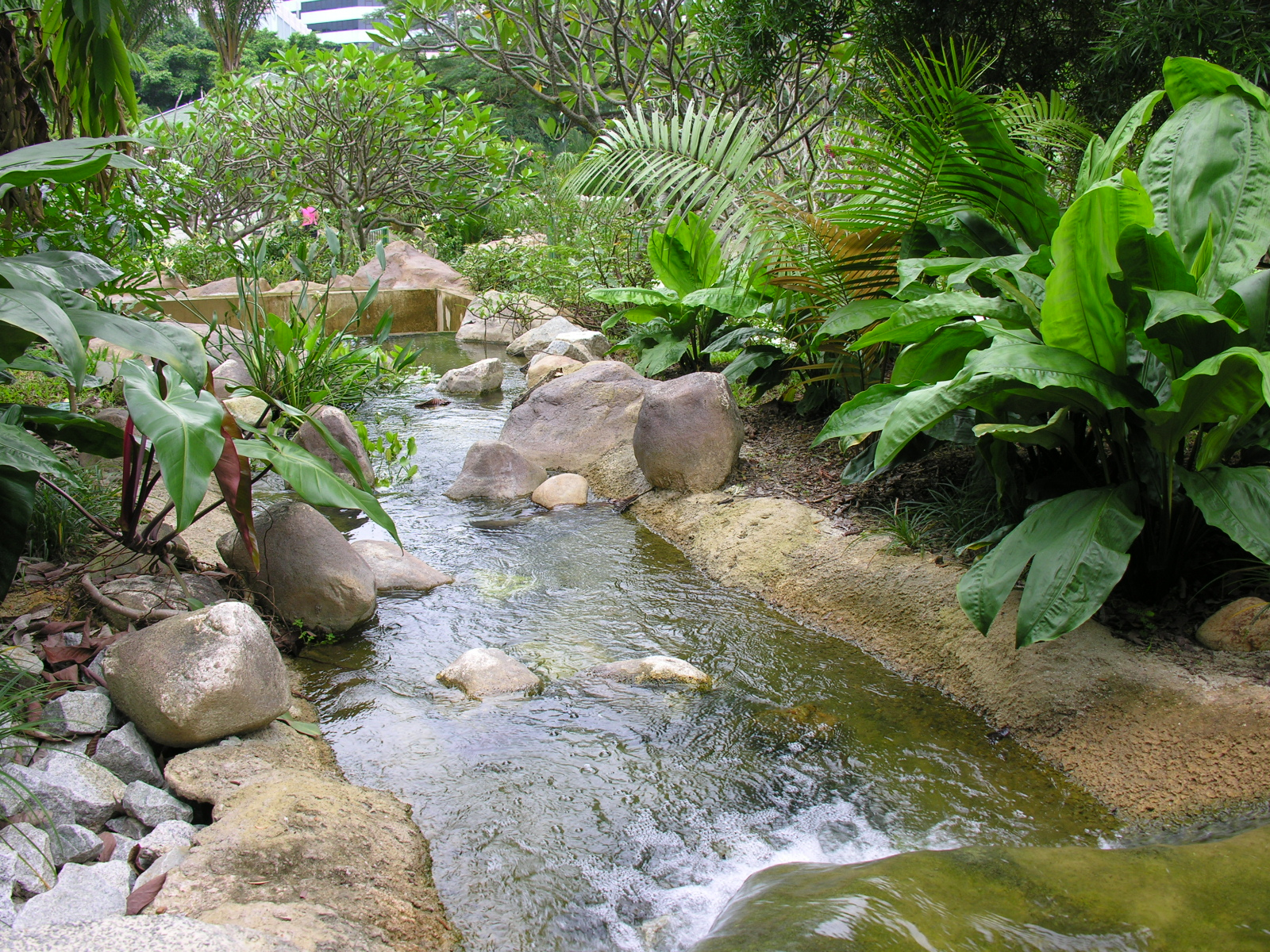
Une des attractions nouvelles est le ruisseau de Sacara dans la zone de Tanglin Core.
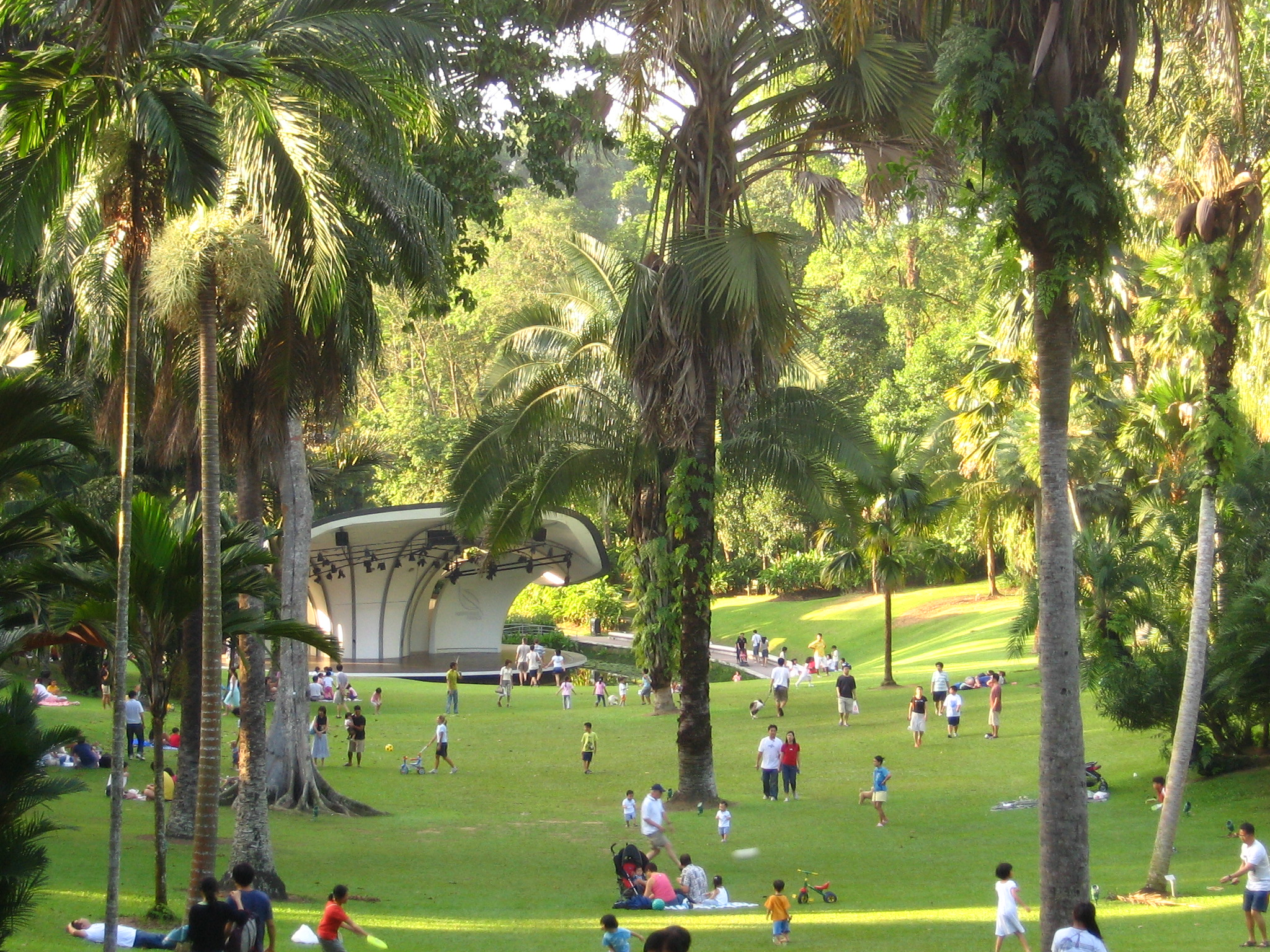
La luxuriante pelouse de Palm Valley est un endroit populaire pour les pique-niques et les concerts en plein air.
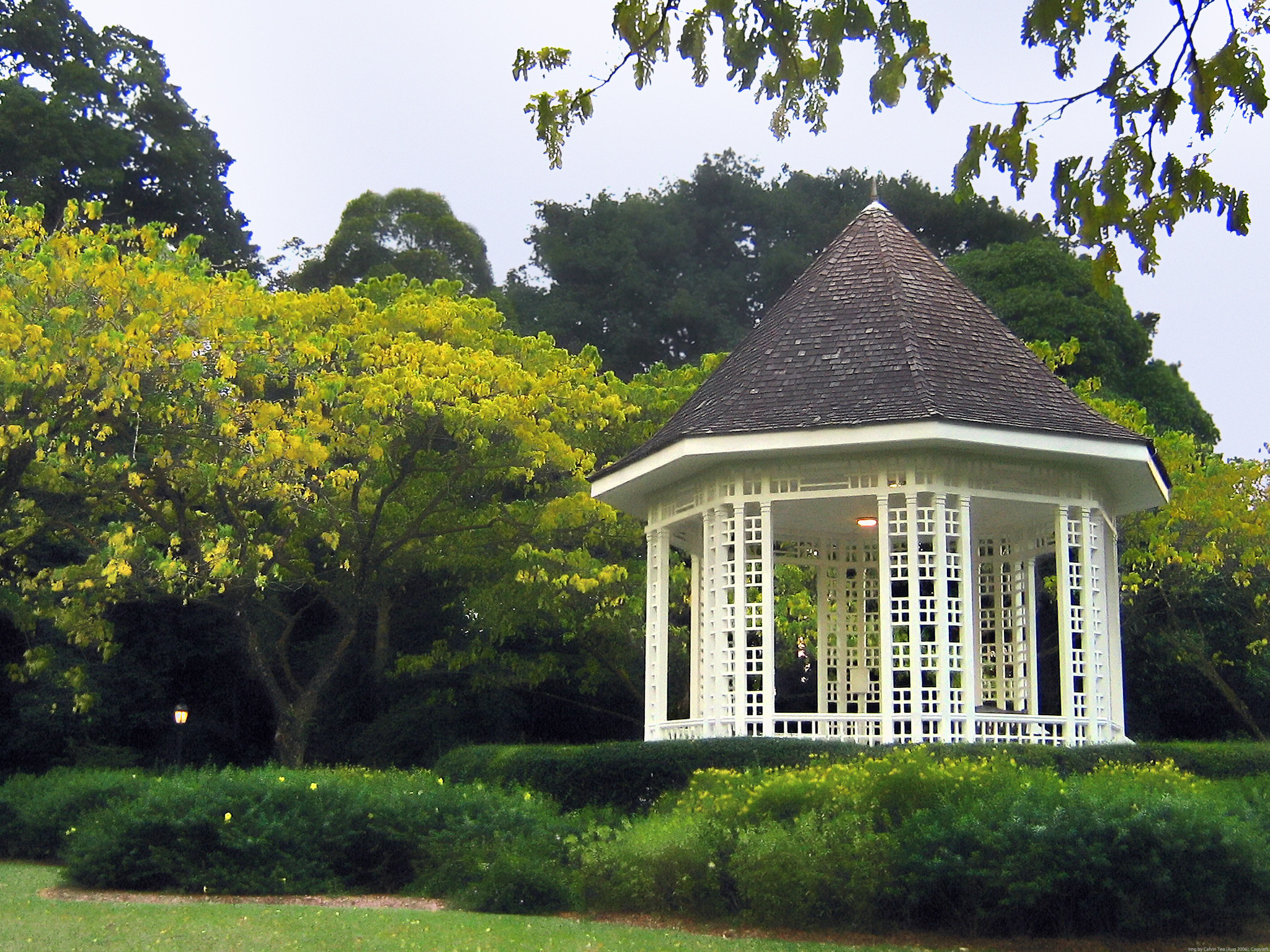
La musique était jouée dans ce kiosque à musique dans les années 1930.
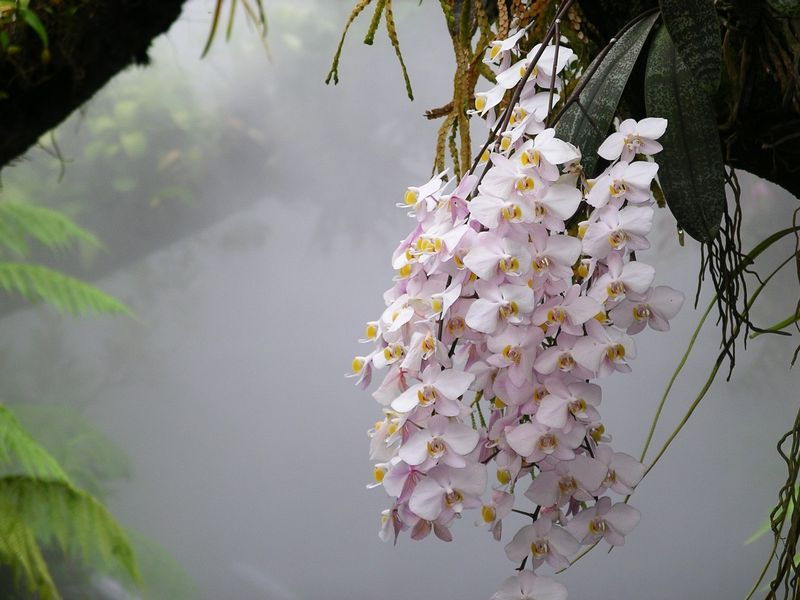
Phalaenopsis philippinensis cultivée dans une serre de type “maison de brume”.
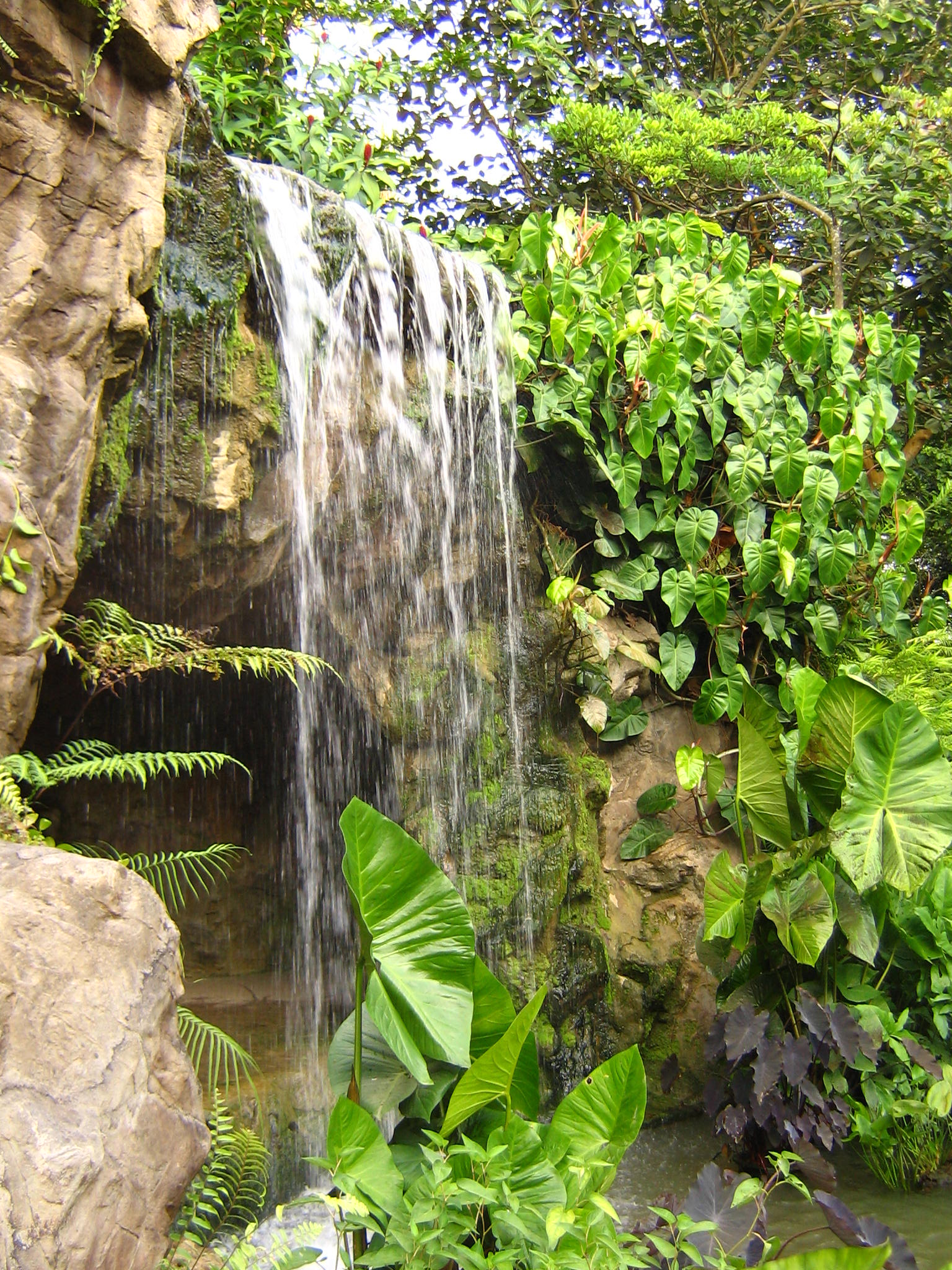
Chute d'eau dans le jardin des gingembres.
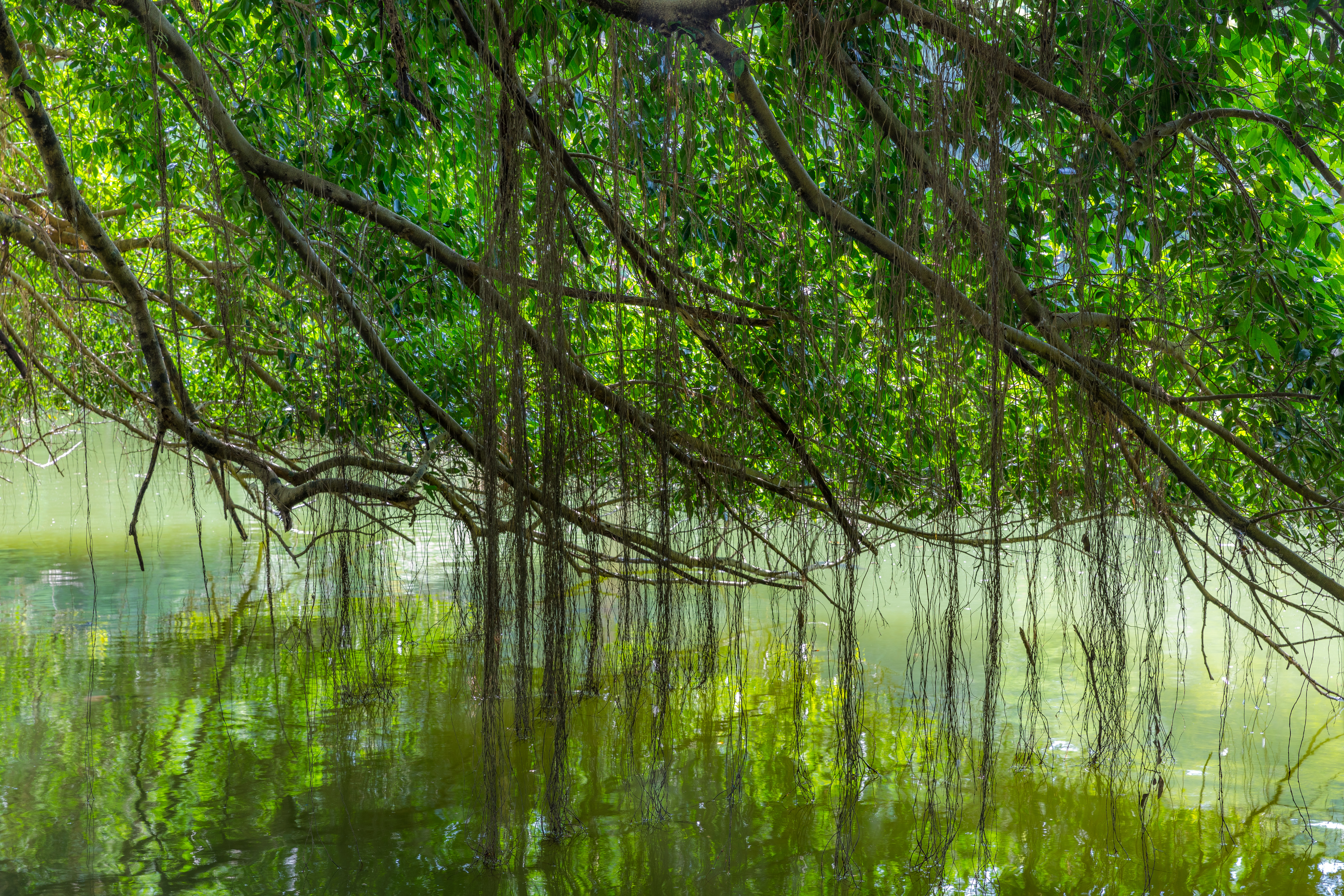
Branches courbes d'un Ficus kurzii (Burmese Banyan) de 150 ans se réfléchissant dans l'eau du lac des cygnes (Swan Lake), au jardin botanique de Singapour. Juin 2018.
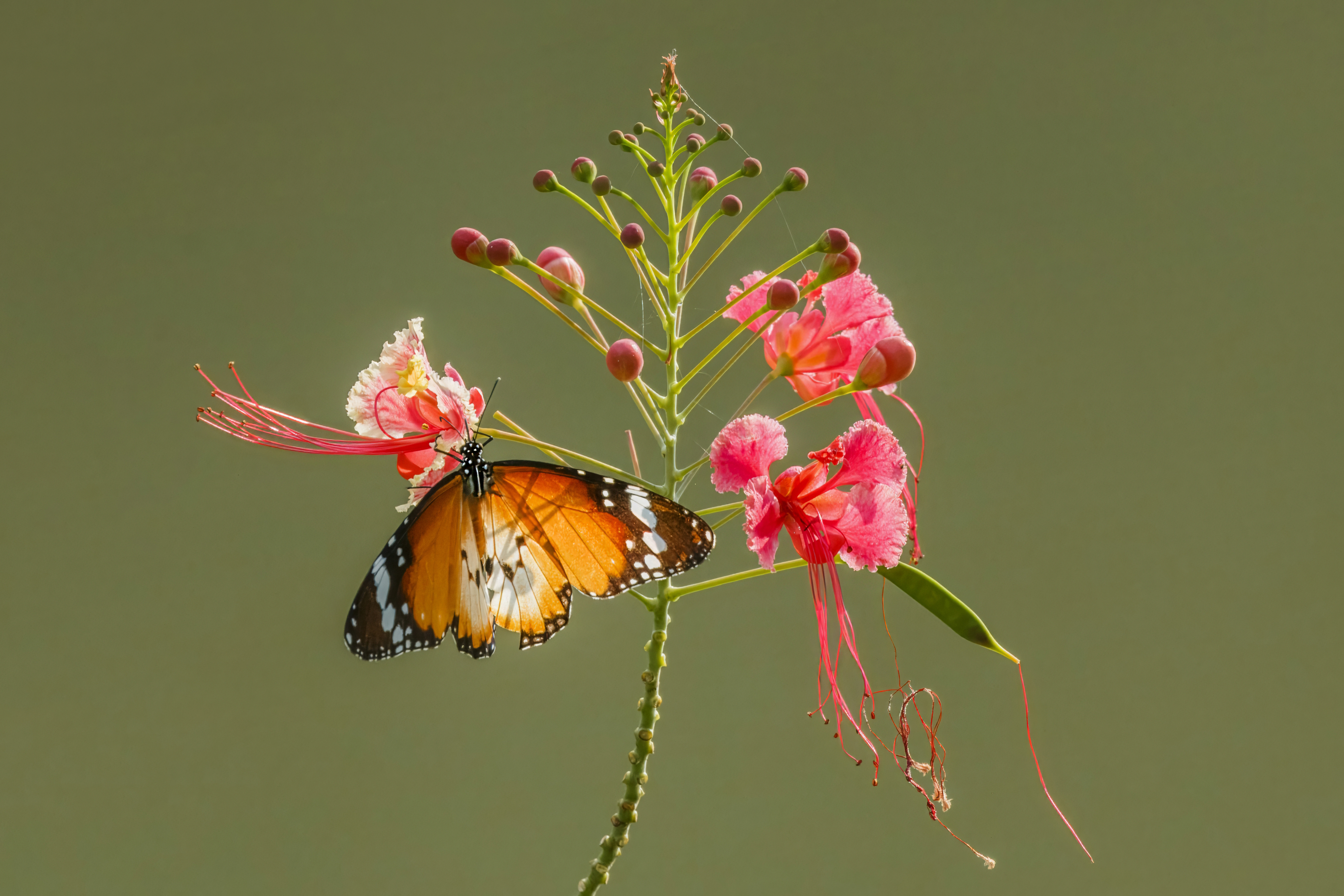
Un petit monarque à l'assaut d'un Caesalpinia pulcherrima f.rosea dans le jardin botanique de Singapour. Mai 2015.